# Ioel
Ioel (meados do século VI) foi o 21º monarca do Império de Axum. É conhecido principalmente pelas moedas axumitas, que foram cunhadas durante seu reinado.  Este governante de Axum emitiu moedas utilizando inscrições em grego no reverso e gueês no anverso. As moedas com inscrições gregas, eram feitas de ouro e traziam sua efígie e a Cruz de Cristo, referindo-se a ele como rei dos axumitas .  